# CITIC Limited
CITIC Limited (kinesisk: 中國中信股份有限公司) (tidligere CITIC Pacific) er et kinesisk statsejet konglomerat, der er baseret i Hongkong. Virksomhedens aktiemajoritet ejes af det statsejede CITIC Group. Forretningsområderne omfatter finansielle services, ressourcer og energi, fremstilling, ingeniøropgaver, ejendomme og andet.
De har et primært fokus på stålproduktion, jernmalmsminedrift og ejendomsudvikling. De er også engageret i byggeri af infrastruktur, energiproduktion og telekommunikation.